# 알레이나 일마즈
알레이나 일마즈(Aleyna Yilmaz, 2006년 11월 14일 ~ )는 튀르키예인 아버지와 한국인 어머니 사이에서 출생한 배우로 1남 3녀 중 장녀이다.

## 주요 경력

### TV 방송
- EBS 빠삐뿌
- EBS 한글 기차 치포
- tvN 리얼키즈 스토리 레인보우 고정출연 (2011~2012)
- Story on '스토리:진'의 '홈 메이드 쿠킹 클래스' 방송 - 33, 35화
- tvN e-news 스타들의 닮은꼴 바이러스 리틀이민정 인터뷰 방송(2011.05.26)
- MBC <생방송 오늘아침> 무릎팍스타 '리틀 이민정' 알레이나 인터뷰 방송(2011.06.24)
- tvN e-news 내가 제일 잘나가 '아역스타열풍' 알레이나 인터뷰 방송 (2012.08.15)
- Story On 채널 자체 광고 촬영 (2011)
- 일본 니혼 TV '한국의 아역스타' 알레이나 인터뷰 (2011)
- tvN 뮤직토크쇼 <러브송> 25회 방송 (2011.10.19)
- Story On <고소영의 행복한 콩> 기부캠페인 방송 (2011.12)
- Mnet <보이프렌드의 W사관학교> 6회 방송 (2012.02)
- Story On <이승연과 100인의 여자> 41회 화이트닝편 (2012.03.05)
- On Style <프로젝트 런웨이 코리아 시즌4> EPI 09회 (2012.03.24)
- Story On 김윤아＆김형규 부부 <슈퍼커플 다이어리> 예고 영상 및 화보 촬영
- MBC 어린이날 특집 <러브콜> 방송 (2012.05.04)
- MBC <섹션TV 연예통신> 배우 이민정님 인터뷰 알레이나 깜짝 출연분 (2012.06.17)
- EBS 딩동댕 유치원 <한 그릇 뚝딱> 고정 출연 (2012.09.25~2013)
- TV조선 <아이들을 웃겨라> 4회차 고정 출연 (2012.10.14~11.11)
- SBS <한밤의 TV연예> 378회 다문화둥이 아역스타 '알레이나' 인터뷰 방송 (2012.09.12)
- KBS 2TV <연예가중계> 1447회 리틀스타열풍 '알레이나/일라이다' 인터뷰 방송 (2012.10.27)
- KBS 1TV 생방송 <아침마당> 6575회 '이대로만 자라다오, 얼짱꼬마 스타들' 생방송 (2012.10.29)
- MBC <코미디에 빠지다> 4회 '거성사관학교' 방송 (2012.11.02)
- SBS <도전 1000곡> 603회 방송 ☞ 603회 우승자 알레이나 (2012.11.25)
- KBS 2TV 채널 크리스마스 프로그램 홍보영상 촬영 (2012.12)
- SBS <좋은아침> 4038회 방송 (2012.12.25)
- KBS 2TV <굿모닝 대한민국> 제2의 이민정 방송 (2012.12.25)
- MBC 성탄특집 <축복합니다> 방송 (2012.12.25)
- EBS <캐릭터 인기대상 시상식> 방송 (2012.12.29)
- JTBC <연예특종> 귀요미 플레이어 방송(2013.01.25)
- MBC <무한도전> 314회 뱀파이어 특집 소녀뱀파이어 방송 (2013.01.26)
- KBS 2TV <생생정보통> 593회 인터뷰 방송 (2013.01.29)
- KBS JOY <보이프렌드의 헬로 베이비> 5회 방송 (2013.02.01)
- KBS 2TV <퀴즈쇼 사총사> 111회 방송 (2013.02.10)
- MBC <기분좋은날> 연예플러스 1576회 인터뷰 방송 (2013.02.12)
- KBS2 <뮤직뱅크> 698회 주니엘 컴백 무대 특별출연 (2013.04.26)
- MBC <어린이 직업탐험대 드림키즈> (2014)
- SBS 해피투데이 주말에 뭐해 (2015)
- SBS <글로벌 붕어빵> (2014~2015)

### TV 드라마
- KBS1 《가족을 지켜라》 - 동백 역

### 뮤직 비디오
- 마이티마우스 '웃어' 스틸컷 M/V (2009)
- 박봄(2NE1) 'YOU AND I' M/V (2009)
- 다음(Daum) 키즈짱 율동비디오 (2011)
- 카라(KARA) 일본콘서트 뮤직비디오 오픈영상 촬영(2012)
- 주니엘(JUNIEL) 미니3집앨범 '귀여운 남자' M/V (2013.04)
- 조용필 '설렘' M/V (2013.09.)

### CF 광고
- 하나은행 TV-CF
- 백설 TV-CF
- SK 사내홍보촬영
- CJ 가쓰오우동 TV-CF
- 삼성 기업광고건TV-CF
- 농협 한삼인 TV-CF 시안촬영
- 삼성 하우젠 TV-CF (2011)
- 미닛메이드 TV-CF (2011.05)
- 대한주택공사 Shift 공익광고 (2011.05)
- 한국주택금융공사 주택연금 TV-CF (2011.05)
- 메리츠 보험 걱정인형 런칭편 TV-CF (2011.06)
- 아토팜 로션 TV-CF (2011.10)
- 에버랜드 스노우버스터 눈썰매장 TV-CF(2011.12)
- 에버랜드 윈터원더랜드 TV-CF (2011.12)
- 메리츠 화재 걱정인형 그들의 명품관편 TV-CF (2012.01)
- 섬유유연제 다우니 향기허그편 TV-CF (2012.03)
- 생활을 바꾸는 생활가전 리홈 Lihom TV-CF (2012.03)
- 에버랜드 키즈커버리편 TV-CF (2012.05)
- 삼성화재 슈퍼플러스 요일별 위험예보 화요일편 TV-CF (2012.05)
- 에버랜드 마다가스카편 TV-CF (2012.06)
- KT Olleh Qook TV 가이드 광고 (2012)
- 환경부 업무보고용 인터넷 광고 / 청와대 보고용 영상 촬영 (2013.03)

#### 지면광고
- 백설지면촬영
- 뽀로로 완구 지면촬영
- 대한제과협회 지면촬영
- 시공사 `에코맘 윤아영의 아이옷만들기' 표지 & 내지 모델
- 미닛메이드 지면 광고 (2011.04)
- 에버랜드 지면 광고 (2011.04)
- AK 플라자 지면 광고 촬영 (2011.04)
- 메리츠 보험 지면 광고 촬영 (2011.06)
- 새한테크 에코폼 놀이매트 광고 모델 (2011.10) (2013)
- 다음(Daum) 키즈짱 스크린 세이버 촬영 (2011.10)
- 아토팜 로션 지면 촬영 (2011.11)
- 에버랜드 스노우 버스터 지면 광고 (2011.11~12)
- 여수엑스포 홍보영상물 촬영(2012)
- 에버랜드 튤립축제 지면 광고 (2012.03)
- ABC마트 지면 광고 (2012)
- 던킨도너츠 지면 광고(2012)
- 에버랜드 키즈커버리 지면 광고 (2012.04)
- (주)태극제약 벤트락스 겔 지면 광고 (2012)
- 글로벌 인성 연구소 홈페이지 및 브로셔/홍보영상 광고(2012)
- 에버랜드 스노우버스터 2차 지면 광고(2012)
- 한샘가구 웹카다로그 촬영(2013)

## 수상
- 2008년 12월 제1회 일동 아이모델선발대회 모델협회상 수상
- 2009년 1월 남양 아이모델선발대회 버금상 수상
- 2009년 4월호 베이비컨테스트 64기 우수상
- 2010년 11월호 베이비컨테스트 최우수상
- 2010년 레몬트리 후원 베이비유 주니어 모델콘테스트 대상
- 2011년 제 1회 토이트론 전속모델 선발대회 1등 수상
- 2011년 KMA 한국어린이모델협회 동양생명상 수상
- 2012년 KMA 한국어린이모델협회 온라인상 수상
- 2012 KMA 한국 어린이 모델 선발대회 별사탕상 수상